# Giro veloce (EP)
Giro veloce è il terzo EP del rapper italiano Vegas Jones pubblicato il 21 ottobre 2020 dalla Sony Music.

## Descrizione
L'EP è composto da 7 brani e i singoli 12-0 PM e Plug sono quelli che l'hanno anticipato. Tra le collaborazioni vi sono Salmo, Giaime e Nicola Siciliano.  

## Tracce
1. 12-0 PM – 2:10
2. Sballo shallo (feat. Salmo) – 2:11
3. Ulala (feat. Andry The Hitmaker, Giaime e Nicola Siciliano) – 2:59
4. Soul (feat. Tredici Pietro) – 2:38
5. Charline (feat. MamboLosco) – 2:55
6. Stupidi consigli – 2:06
7. Plug – 2:20

## Formazione
Musicisti
- Vegas Jones – voce
- Salmo – voce aggiuntiva (traccia 2)
- Andry The Hitmaker – voce aggiuntiva (traccia 3)
- Giaime – voce aggiuntiva (traccia 3)
- Nicola Siciliano – voce aggiuntiva (traccia 3)
- Tredici Pietro – voce aggiuntiva (traccia 4)
- MamboLosco – voce aggiuntiva (traccia 5)

Produzione
- Boston George – produzione (traccia 1)
- Andry the Hitmaker – produzione (tracce 2, 3, 4 e 7)
- 6amcotoletta – produzione (tracce 5 e 6)
- Joe Vain – coproduzione (traccia 6)

## Classifiche
| Classifica (2020) | Posizione massima |
| ----------------- | ----------------- |
| Italia            | 25                |